# Longdale
Longdale – miasto w Stanach Zjednoczonych, w stanie Oklahoma, w hrabstwie Blaine.